# Gerlize de Klerk
Gerlize de Klerk (ur. 23 marca 1989) – południowoafrykańska lekkoatletka specjalizująca się w rzucie oszczepem. 
Na eliminacjach zakończyła udział w mistrzostwach świata juniorów młodszych w 2005, a dwa lata później została mistrzynią Afryki juniorów. Srebrna medalistka igrzysk afrykańskich w Maputo (2011). W 2012 wywalczyła brązowy medal mistrzostw Afryki. 
Stawała na podium mistrzostw RPA. 
Rekord życiowy: 56,61 (7 listopada 2009, Potchefstroom). 

## Osiągnięcia
| Rok  | Impreza                               | Miejsce    | Pozycja           | Wynik |
| ---- | ------------------------------------- | ---------- | ----------------- | ----- |
| 2005 | Mistrzostwa świata juniorów młodszych | Marrakesz  | el. – 14. miejsce | 38,11 |
| 2007 | Mistrzostwa Afryki juniorów           | Wagadugu   | 1. miejsce        | 49,18 |
| 2011 | Igrzyska afrykańskie                  | Maputo     | 2. miejsce        | 52,27 |
| 2012 | Mistrzostwa Afryki                    | Porto-Novo | 3. miejsce        | 49,85 |